# 데토네이션 게이밍
데토네이션 게이밍(영어: DetonatioN Gaming)은 일본의 프로게임단이다. 클래시 로얄, 레인보우 식스 시즈, 리그 오브 레전드, 배틀그라운드 등의 종목에서 팀을 운영하고 있거나 운영하였다. 이 중 리그 오브 레전드 게임단은 데토네이션 포커스미(영어: DetonatioN FocusMe)라는 이름으로 운영되고 있다.

## 연혁
- 2013년 4월 13일 : 리그 오브 레전드 DetonatioN FocusMe 창단
- 2018년 1월 30일 : 배틀그라운드 DetonatioN Gaming White창단
- 2020년 6월 17일 : 발로란트 DetonatioN Gaming(DNG) 창단
- 2021년 7월 1일 : 발로란트 종목 해체
- 2021년 10월 10일 : 배틀그라운드 종목 해체
- 2021년 10월 11일 : 발로란트 DetonatioN Gaming White(DGW) 창단

## 주요 성적

### 배틀그라운드
- 펍지 재팬 시리즈 2018 4위
- 펍지 재팬 시리즈 윈터 인비테이셔널 2018 8위
- 펍지 재팬 시리즈 시즌 2 12위
- 펍지 재팬 시리즈 시즌 3 우승
- MET 아시아 시리즈: 펍지 클래식 10위
- 펍지 재팬 시리즈 시즌 4 10위
- 펍지 재팬 시리즈 윈터 인비테이셔널 2019 준우승
- 펍지 콘티넨탈 시리즈 채리티 쇼다운 아시아 8위
- 펍지 재팬 시리즈 시즌 5 6위
- PSJ 올-티어 챔피언십 #1 준우승
- 펍지 재팬 시리즈 시즌 6 우승
- OGN 서울컵 슈퍼매치 2020 6위
- 펍지 콘티넨탈 시리즈 3 아시아 15위
- 2020 인천 챌린지 컵 4위
- 아프리카TV 펍지 리그 2020 윈터 시즌 20위
- 펍지 재팬 시리즈 윈터 인비테이셔널 2020 우승
- 2021 펍지 위클리 시리즈: 동아시아 프리시즌 12위
- 펍지 글로벌 인비테이셔널.S 2021 32위
- 프레데터 리그 2020-21: 아시아 8위
- 2021 펍지 위클리 시리즈: 동아시아 페이즈 1 19위
- 펍지 재팬 챌린지 2021 페이즈 2 4위
- 2021 펍지 위클리 시리즈: 동아시아 페이즈 2 7위
- 펍지 콘티넨탈 시리즈 5 아시아 11위
- 펍지 재팬 챌린지 2021 파이널 12위

### 발로란트
- 2020 RAGE 인비테이셔널 8강
- 2020 RAGE 재팬 토너먼트 8강
- 갤러리아 글로벌 챌린지 2020 8강
- 2020 에디온 발로란트 컵 준우승
- A.W. 익스트림 마스터스 아시아 인비테이셔널 8강
- 퍼스트 스트라이크 재팬 4위
- EGG e스포츠 챌린지 지-튠 발로란트 인비테이셔널 4강
- 2021 도유 컵 윈터 공동 9위
- 2021 발로란트 챌린저스 재팬 스테이지 1 챌린저스 1 조 4위
- 2022 발로란트 챌린저스 재팬 스테이지 2 2주차 8강
- 2023 발로란트 챔피언스 투어 태평양 리그 10위